# 美术学校
美術學校（art school）是指主要專注於視覺藝術的教育機關，涵蓋插畫、绘画、摄影、雕塑和平面设计等方面。美術學校可以提供初等教育、中等教育、高等教育或本科教育课程，也可以提供博雅教育和科学教育等广泛的课程。艺术院校课程有六个主要阶段。